# Crotelles
Crotelles ist eine französische Gemeinde mit 651 Einwohnern (Stand: 1. Januar 2022) im Département Indre-et-Loire in der Region Centre-Val de Loire; sie gehört zum Arrondissement Loches und zum Kanton Château-Renault. Die Einwohner werden Crotellois genannt.

## Geographie
Crotelles liegt etwa zwanzig Kilometer nordöstlich von Tours. Umgeben wird Crotelles von den Nachbargemeinden Saint-Laurent-en-Gâtines im Norden und Nordwesten, Le Boulay im Norden, Villedômer im Osten, Reugny im Südosten, Monnaie im Süden und Westen sowie Nouzilly im Westen.

## Geschichte
Der Reformator Johannes Calvin teilte hier erstmals kurz nach 1530 das Abendmahl aus.

## Bevölkerungsentwicklung
| Jahr                       | 1962 | 1968 | 1975 | 1982 | 1990 | 1999 | 2006 | 2017 |
| Einwohner                  | 283  | 286  | 380  | 451  | 460  | 530  | 585  | 691  |
| Quellen: Cassini und INSEE |      |      |      |      |      |      |      |      |

## Sehenswürdigkeiten

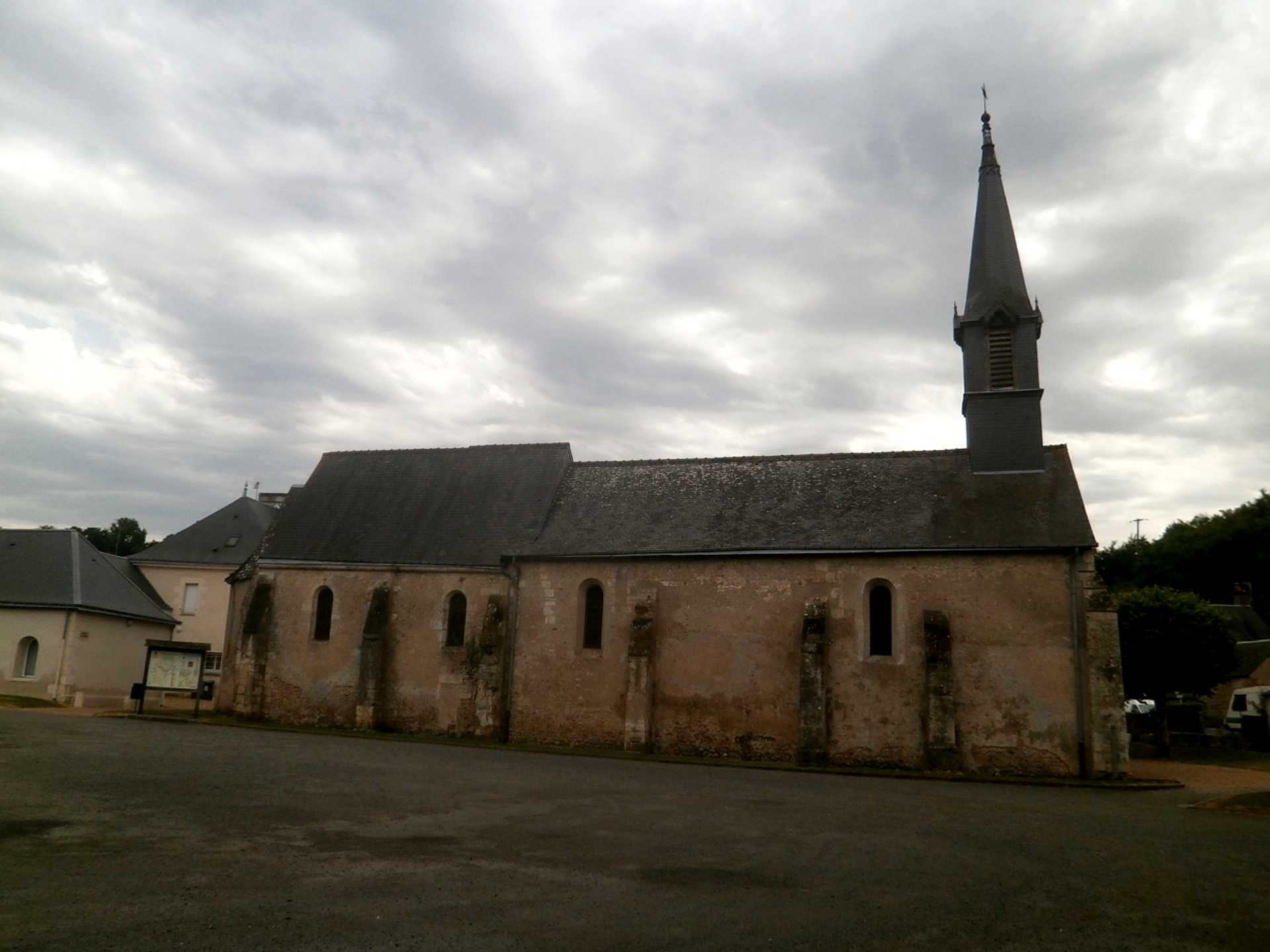
Kirche

- Kirche Mariä Himmelfahrt
- Croix de la Pierre à Vinaigre